# Пижма (Ленинградская область)
Пи́жма (фин. Piisinä) — деревня в Гатчинском муниципальном округе Ленинградской области.

## История
На карте Ингерманландии А. И. Бергенгейма, составленной по материалам 1676 года, упоминается как деревня Pisna.
Деревня Пизна обозначена на «Географическом чертеже Ижорской земли» Адриана Шонбека 1705 года.
На карте Санкт-Петербургской губернии Я. Ф. Шмидта 1770 года — как Пилня.
Согласно ревизским сказкам 1795 года деревня Пижня была вотчиной Ганнибалов и принадлежала Ивану Абрамовичу.
По IV-й ревизии 1782 года в деревне было 42 души мужского и 41 душа женского пола. По V-й ревизии 1795 года — 61 душа мужского и 67 душ женского пола.
Деревня Пижня из 28 дворов упоминается на «Топографической карте окрестностей Санкт-Петербурга» Ф. Ф. Шуберта 1831 года.

ПЫЖНЯ — деревня принадлежит генерал-лейтенанту Малиновскому, малолетнему сыну Николаю, число жителей по ревизии: 106 м. п., 110 ж. п. (1838 год)

Согласно карте Ф. Ф. Шуберта 1844 года и карте С. С. Куторги 1852 года деревня называлась Пижня и насчитывала 28 дворов.
В пояснительном тексте к этнографической карте Санкт-Петербургской губернии П. И. Кёппена 1849 года она записана как деревня Pisinä (Пыжня, Пижня, Пижма), финское население которой по состоянию на 1848 год составляли савакоты — 21 м. п., 22 ж. п., всего 43 человека, а также присутствовало русское население, количество которого не указано.

ПИЖНЯ — деревня господина Малиновского, по просёлочной дороге, число дворов — 36, число душ — 112 м. п. (1856 год)

Согласно «Топографической карте частей Санкт-Петербургской и Выборгской губерний» в 1860 году деревня называлась Пижма и насчитывала 46 крестьянских дворов.

ПИЖНЯ (ПИЖМА) — деревня владельческая при речке Пиженке, число дворов — 36, число жителей: 121 м. п., 135 ж. п. (1862 год)

В 1875 году временнообязанные крестьяне деревни выкупили свои земельные наделы у Н. С. Малиновского и стали собственниками земли.

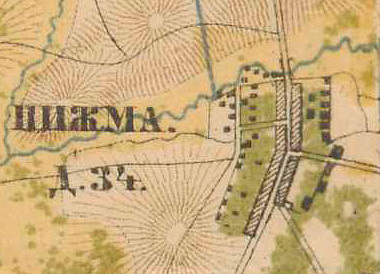
План деревни Пижма. 1885 год

В 1879 и 1885 годах деревня Пижма насчитывала 34 двора.
В конце XIX — начале XX века деревня административно относилась к Гатчинской волости 2-го стана Царскосельского уезда Санкт-Петербургской губернии. Население деревни было смешанным — финско-русским.
К 1913 году количество дворов увеличилось до 49.
С 1917 по 1923 год деревня Пижма входила в состав Пижемского сельсовета Гатчинской волости Детскосельского уезда.
С 1923 года в составе Воскресенского сельсовета Гатчинского уезда.
Согласно данным переписи населения СССР 1926 года в деревне Пижма Воскресенского сельсовета Троцкой волости Троцкого уезда проживали 437 человек, русские и финны.
В 1928 году население деревни Пижма также составляло 437 человек.

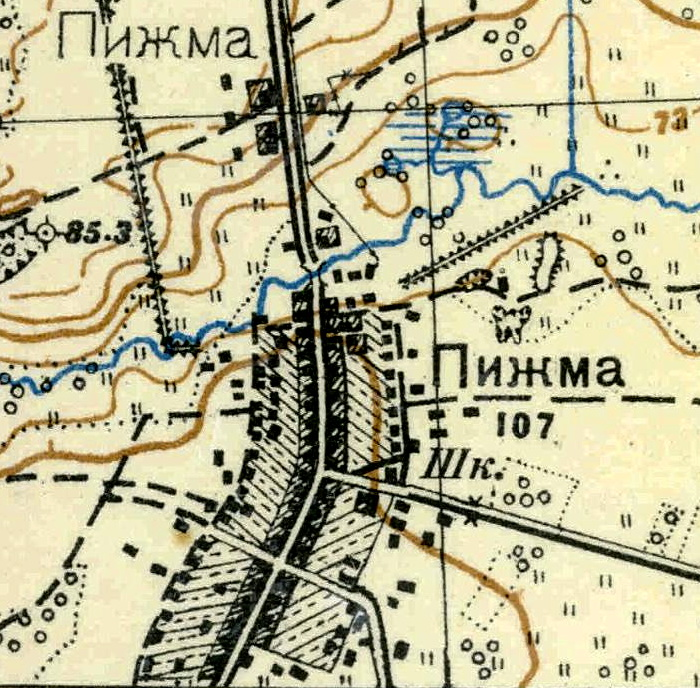
План деревни Пижма. 1931 год

Согласно топографической карте 1931 года деревня насчитывала 107 дворов, в центре деревни была школа.
По данным 1933 года деревня Пижма входила в состав Воскресенского сельсовета Красногвардейского района.
Деревня была освобождена от немецко-фашистских оккупантов 26 января 1944 года.
В 1958 году население деревни Пижма составляло 278 человек.
По данным 1966 года деревня Пижма также входила в состав Воскресенского сельсовета.
По данным 1973 года деревня входила в состав Пригородного сельсовета.
По данным 1990 года деревня Пижма вновь входила в состав Воскресенского сельсовета.
В 1997 году в деревне проживали 79 человек, в 2002 году — 90 человек (русские — 90%), в 2007 году — 96, в 2010 году — 105 человек.

## География
Деревня расположена в центральной части Гатчинского района на автодороге 41К-100 (Гатчина — Куровицы).
Через деревню протекает река Пижма, приток Суйды.
Расстояние до административного центра поселения, посёлка Кобринское — 12 км
Расстояние до ближайшей железнодорожной станции Гатчина-Балтийская — 3 км.

## Демография
| 1782 | 1795 | 1838 | 1862 | 1928 | 1958 | 1997 | 2002 | 2007 |
| ---- | ---- | ---- | ---- | ---- | ---- | ---- | ---- | ---- |
| 83   | ↗128 | ↗216 | ↗256 | ↗437 | ↘278 | ↘79  | ↗90  | ↗96  |
| 2010 | 2014 | 2017 |      |      |      |      |      |      |
| ↗105 | ↗117 | ↗121 |      |      |      |      |      |      |

### Национальный состав
Согласно данным Всероссийской переписи населения 2021 года в деревне проживали 160 человек, из них:
  русские — 145, каракалпаки — 4, чуваши — 3, азербайджанцы — 2, татары — 2, башкиры — 1, ханты — 1, другие национальности — 1 человек, один человек национальность не указал.

## Инфраструктура
На 2014 год в деревне было учтено 46 домохозяйств

## Достопримечательности
- Мемориал воинам-ополченцам Балтийского судостроительного завода. Установлен в 1965 году на месте оборонительного рубежа Красногвардейского укрепрайона. В 1975 году сюда были перезахоронены 50 бойцов ополченцев-балтийцев.

## Предприятия и организации
- АЗС
- Кладбище «Тихая обитель»
- Кузница  «Авторская мастерская Гаврилова»

Жители деревни пользуются услугами автолавки.

## Транспорт
К юго-западу от деревни расположена платформа Суйда железнодорожной линии Санкт-Петербург — Луга, по которой осуществляется пассажирское сообщение пригородными электропоездами.
Через деревню проходит автодорога  41К-100 (Гатчина — Куровицы)., по которой осуществляется автобусное сообщение пригородными маршрутами:
- № 151 Гатчина — Сиверский
- № 151Д Гатчина — Дружная Горка
- № 534 Гатчина — Вырица

## Фото

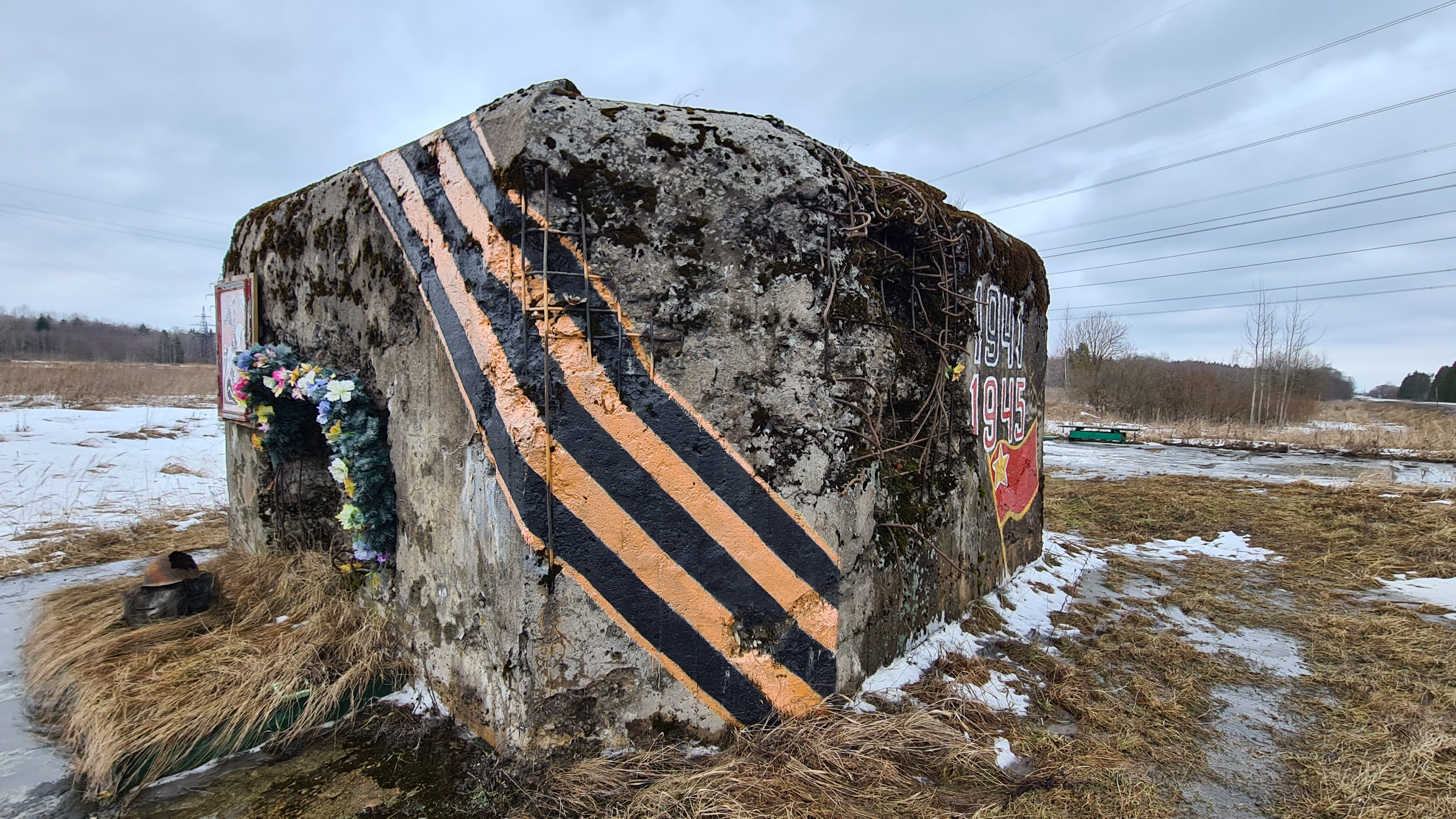
Дот лейтенанта М. В. Дёмина (объект культурного наследия России) к северу от деревни Пижма
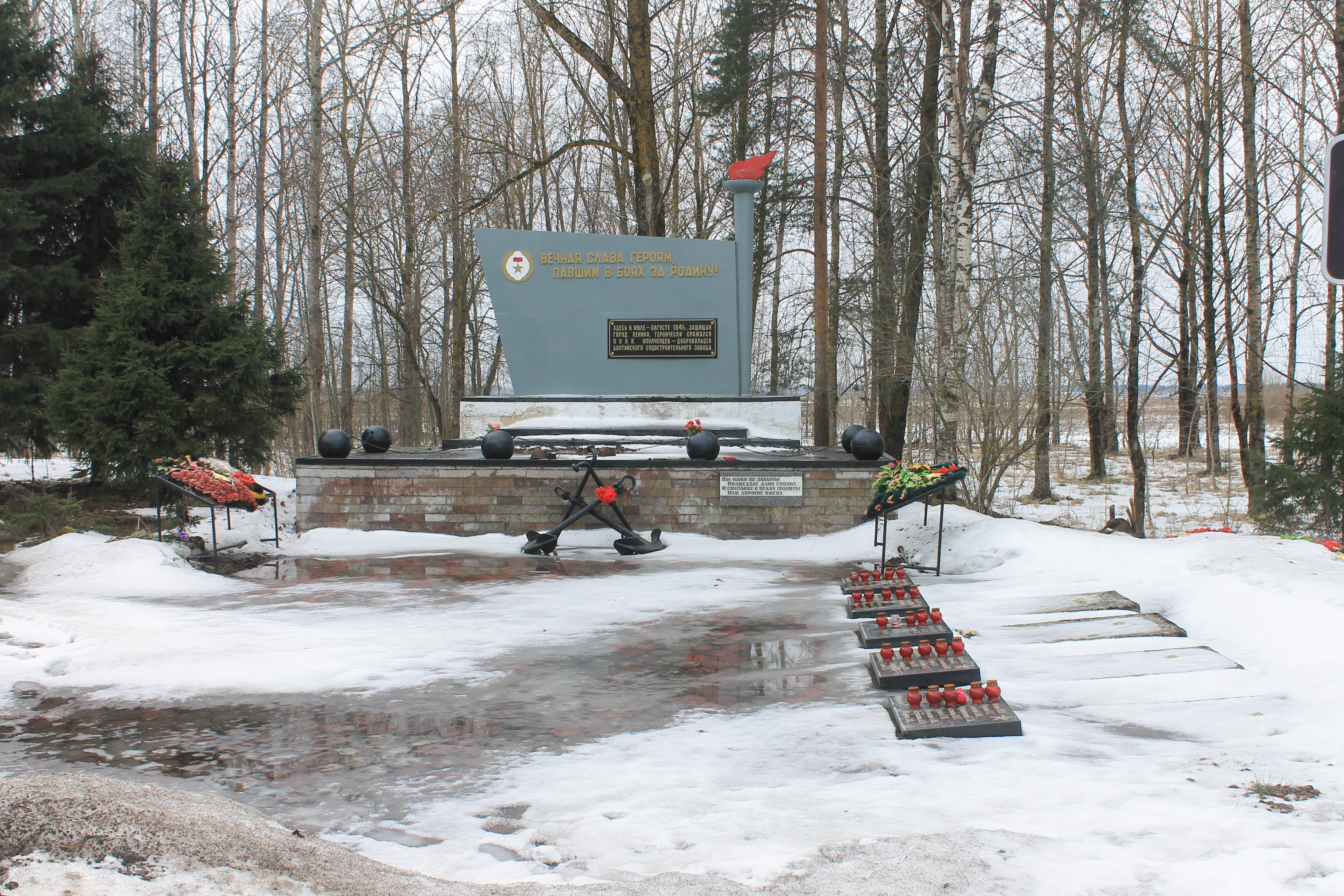
Мемориал воинам-ополченцам Балтийского судостроительного завода

## Улицы
1-й проезд, 2-й проезд, Полевая.

## Садоводства
Пустошка, Подснежник.